# Отдельный Дом Электроподстанции
Отдельный Дом Электроподстанции — населенный пункт в Весьегонском муниципальном округе Тверской области.

## География
Населенный пункт находится в северо-восточной части Тверской области на расстоянии приблизительно 27 км на юг-юго-запад по прямой от районного центра города Весьегонск к востоку до деревни Можайка.

## История
Подстанция «Кесьма» была введена в эксплуатацию в 1980 году. До 2019 года населенный пункт входил в состав Кесемского сельского поселения.

## Население
Численность населения: 0 в 2002 году, 1 в 2010.